# سعد الجزاف
سعد الجزاف (1945 - 2 نوفمبر 2023)، ممثل بحريني له مساهمات عديدة من أبرز أعماله مسلسل النيران بدور أبوفاضل التاجر الخشب الطماع الظالم، حيث شارك في عمل مسلسل غصات حنين كضيف شرف وقام بدور صاحب كراج مكاين السفن، اختفى مؤخراً عن الشاشة التلفزيون بسبب عدم تواجد أعمال بحرينية وهو كثير الانشغالات والارتباطات في البحرين ولايستطيع ان يعمل خارج البحرين. مسيرة فنية في الإخراج والتمثيل والعمل على مسرح الجزيرة والمشاركة في الأعمال البحرينية التلفزيونية، أنهى الجزاف مسيرته الفنية التي امتدت لواحد وأربعين عاماً من العطاء الفني، الاعتزال الذي عبر عنه عدد من فناني المسرح البحريني بأنه يمثل صدمة للمسرح والمسرحيين في البحرين.
في 2 نوفمبر 2023 توفي الفنان البحريني سعد الجزاف عن عمر يناهز 78 عاما بعد أيام من دخوله المستشفى إثر نزيف دماغي.

## أعماله

### المسلسلات
- غصات الحنين2004 - مسلسل(ضيف شرف)
- نيران2000 - مسلسل
- تالي العمر1998 - مسلسل(بوجاسم)
- الكلمة الطيبة 1997 - مسلسل
- الدوائر1993 - مسلسل
- سوالف أم هلال (ج3)1989 - مسلسل
- العين1988 - مسلسل
- مواقف اجتماعية 0 - مسلسل اذاعي

### أفلام
الحاجز1990 - فيلم